# Nangamiro
Nangamiro is een bestuurslaag in het regentschap Dompu van de provincie West-Nusa Tenggara, Indonesië. Nangamiro telt 1822 inwoners (volkstelling 2010).